# Waga kogucia
Waga kogucia – kategoria wagowa zawodników sportów walki oraz sztangistów.

## Informacje
Waga kogucia występuje przede wszystkim w sportach walki. W boksie czy w MMA została zunifikowana przez największe federację w przeciwieństwie do kick-boxingu, gdzie nie ma zunifikowanych kategorii i limity wagowe zależą głównie od danej federacji czy związku sportowego w jakim zostały ustalone.
Limity wagowe zmieniały się na przestrzeni lat w poszczególnych sportach i aktualnie wyglądają następująco: 
- Boks – do 53,5 kg (-118 lb)[1][2]
- Boks tajski – ok. 53,5 kg (118 lb)[3]
- Kick-boxing[4]:
  - ISKA – do 55 kg (-121 lb)[5]
  - WAKO – do 56,4 kg (-124,3 lb)[6]
  - WKN – do 56,7 kg (-125 lb)[7]
- MMA – do 61,2 kg (-135 lb)[8]
- Podnoszenie ciężarów – 61 kg (kobiety 49 kg)[9]